# Marc Broere
Marc Broere (Amsterdam, 27 februari 1980) is een Nederlands korfballer. Broere speelde in zijn carrière bij AW.DTV en AKC Blauw-Wit. Hij speelde 14 jaar in de Korfbal League en is de huidige topscoorder aller tijden.

## Beginfase van carrière
Broere begon met korfbal bij AW.DTV. Daar speelde hij in de selectie van de club, dat toen Overgangsklasse speelde.
Toen AW.DTV in 2001 degradeerde en er meerdere selectiespelers stopten, verhuisde Broere van club. Hij ging speler bij een andere Amsterdamse club, namelijk AKC Blauw-Wit.
Aanvankelijk kwam hij daar terecht in het derde team, waarbij hij ook minuten kon maken in 2. Pas na 5 jaar kwam hij op 26-jarige leeftijd in Blauw-Wit 1.

## Korfbal League carrière
AKC Blauw-Wit speelde op het moment dat Broere in de selectie kwam in de zaal in de Hoofdklasse. Blauw-Wit stond zelfs in het jaar voor Broere overkwam, in 2000 in de landelijke zaalfinale. Daar verloor het echter, na verlenging, van PKC.
Vanaf 2005 was Broere een vast onderdeel van de Blauw-Wit 1 selectie. Dat was ook precies de start van de nieuw opgerichte competitie, de Korfbal League.
Blauw-Wit heeft tot nu toe alle seizoenen gespeeld in de Korfbal League (14). Daarin moest het 1 keer vechten om lijfsbehoud (2008-2009) maar won in de play-downs tegen KVS.
Broere fungeerde als spits en nam altijd veel goals voor zijn rekening. Daarnaast had hij gedurende zijn carrière relatief weinig blessureleed.
Die combinatie zorgde ervoor dat hij per 7-1-2018 de topscoorder aller tijden in de geschiedenis van de Korfbal League werd. Het oude record was 1354 goals van Jos Roseboom, maar tijdens de wedstrijd Fortuna-Blauw-Wit scoorde Broere zijn 1355e goal. Daarmee was hij Roseboom voorbij en de nieuwe titelhouder.
In zijn carrière bij AKC Blauw-Wit speelde Broere 5 finales, 4 op het veld en 1 in de zaal. Uiteindelijk is Broere 3 keer Nederlands veldkampioen geworden en werd hij in 2017 verkozen tot "Korfballer van het Jaar". Op 17-3-2019 speelde Broere zijn laatste thuiswedstrijd in de Blauw-Wit hal in Amsterdam. Hij sloot zijn carrière op 39-jarige leeftijd af met een verliespartij tegen LDODK.

## Prestaties
Met AKC Blauw-Wit
- 2006, veldfinale, verloren van PKC, 16-13
- 2010 veldfinale, gewonnen van PKC, 21-18
- 2013 veldfinale, gewonnen van PKC, 25-22
- 2017, veldfinale, gewonnen van LDODK, 22-12
- 2017, zaalfinale,Ziggo, verloren 18-22 van TOP
- 2017, Korfbal Challenge, 3e plaats

Individueel
- 2016-2017 Korfballer van het Jaar
- 2011-2012, topscoorder KL (134 goals)

## Statistieken
| Naam        | KL seizoenen | Wedstrijden | Goals | Gemiddeld | Rebounds | Strafworpen |
| ----------- | ------------ | ----------- | ----- | --------- | -------- | ----------- |
| Marc Broere | 14           | 259         | 1465  | 5,6       | 1288     | 416         |

## Trivia
- is naast Marcel Segaar (Fortuna) de enige man die 14 seizoenen Korfbal League speelde
- was jarenlang de aanvoerder van AKC Blauw-Wit
- speelde met rugnummer 14, wat hij op zijn Amsterdams beschrijft als het mooiste cijfer dat er is (verwijzing naar voetbalicoon Johan Cruyff)
- Ondanks dat Broere de topscoorder aller tijden in de Korfbal League is, is hij niet geselecteerd voor Team NL voor officiële wedstrijden/toernooien. Hij heeft wel 1 keer oranje gedragen namens Nederland, in een toernooi beach-korfbal.